# Popis džamija u Bosni i Hercegovini

## Džamije u Bosni i Hercegovini
Islam se prvi put značajno pojavljuje u Bosni s vojnim osvajanjem Osmanlija u 15. stoljeću. U tom razdoblju građene su prve džamije u Bosni i Hercegovini.
Na teritoriju Bosne i Hercegovine, tijekom rata 90-ih godina, srušeno je i oštećeno više od 100 džamija. Primjerice na području grada Banje Luke, tijekom 1993. godine, srušeno je 15 džamija.
Fethija Džamija u Bihaću jedina europska građevina gotičkog stila jer je prvobitno izgrađena kao katolička crkva 1266.godine. 

valign=top

| Naziv                                      | Slika             | Grad       | Godina        | Napomene |
| ------------------------------------------ | ----------------- | ---------- | ------------- | --- |
| Arnaudija džamija                          |                   | Banja Luka | 1594.         | Poznata i pod imenom Hasana Tefterdara Dzamija po imenu Hasan Efendija - ministra financija Bosanskog pašaluka. Srušena je 7. svibnja 1993. Radovi na rekonstrukciji počeli su 2003. godine |
| Ferhadija džamija                          |                   | Banja Luka | 1579.         | Njen arhitekt je bio učenik otomanskog arhitekta Mimara Sinana. Srušena je 7.5.1993. Islamska zajednica Banjaluke 2001. godine je dobila dozvolu za ponovnu izgradnju džamije. Pri polaganju kamena temeljca došlo je do nereda i prosvjeda od strane srpskih gradjana Banjaluke.                                                 |
| Šarena džamija                             | Suleimania Mosque | Travnik    | 1757.         | Na vanjskim zidovima se nalaze jedinstveni cvjetni motivi i jedinom u zemlji za koju se vjeruje da se u njoj nalaze vlasi poslanika Muhameda. |
| Karađozbegova džamija                      |                   | Mostar     | 1557.         | Sagrađena prema nacrtima osmanlijskog arhitekta Sinana. Džamija je pretrpila velika i teška oštećenja tijekom rata u Mostaru. U razdoblju 2002. – 2004. džamija je obnovljena i otvorena 2004. godine. |
| Šišman Ibrahim-pašina džamija              |                   | Počitelj   | 1562./63.     | Poznata je i kao Hadži-Alijina džamija. Pored munare stoji i drvo ciparis doneseno iz Libanona u 15. stoljeću. |
| Alipašina džamija                          |                   | Sarajevo   | 1560. – 61.   | Ali-pašina džamija s haremom u Sarajevu proglašena je nacionalnim spomenikom Bosne i Hercegovine 2005. godine. |
| Gazi Husrev-begova džamija                 |                   | Sarajevo   | 1531.         | Također znana kao samo Begova džamija. Džamija je zbog svoje veličine i privlačnosti jedan od najznačajnijih spomenika sakralne islamske arhitekture na Balkanu. |
| Džamija Kralj Fahd bin Abdul Aziz Al Saud, |                   | Sarajevo   | 2000.         | Saudijska vlada je donirala sredstva za izgradnju džamija. Džamija Kralj Fahd najveća džamija u BiH a stajala je 22 milijuna KM. Foto 1 Arhivirana inačica izvorne stranice od 3. studenoga 2012. (Wayback Machine), 2 Arhivirana inačica izvorne stranice od 3. studenoga 2012. (Wayback Machine)                                |
| Careva džamija                             |                   | Sarajevo   | 1462. / 1566. | Dzamija je dobila ime po Sulejman veličanstveni. Izgrađena prvi put 1462. Međutim je izgorjela 1480. i obnovljena 1566. Drugi put i u današnjem obliku izgrađena je 1566. |
| Turhan Emin-beg Džamija                    |                   | Ustikolina | 1448. – 1449. | Najstarija dzamija u Bosni i Hercegovini. Srušena u 1992 godine je i džamija ponovo sagradila poslije rata. Slika Arhivirana inačica izvorne stranice od 23. listopada 2017. (Wayback Machine)http://ustikolina.blogger.ba/arhiva/2007/08/26/1102020 Arhivirana inačica izvorne stranice od 23. listopada 2017. (Wayback Machine) |
| Šerefudinova Bijela Džamija                |                   | Visoko     | 1477. – 1980. | Prvi put je izgrađena 1477. godine, a sadašnji izgled je nakon potpune rekonstrukcije dobila 1980. godine. U 1983. godini, džamija je dobila Aga Khanovu nagradu za arhitekturu. |